# Amerikaanse gouverneursverkiezingen 2020

Amerikaanse gouverneursverkiezingen 2020:
Behoud Democraat
Behoud Republikein
Overname Republikein
Geen verkiezing

De Amerikaanse gouverneursverkiezingen 2020 werden gehouden op dinsdag 3 november 2020 in de Verenigde Staten. Hierbij kozen elf Amerikaanse staten en twee eilandgebieden een nieuwe gouverneur.
Deze verkiezingen werden tegelijk gehouden met de Amerikaanse presidentsverkiezingen en de Amerikaanse congresverkiezingen voor de Amerikaanse Senaat en het Huis van Afgevaardigden. Ook vonden in sommige staten lokale verkiezingen plaats.

## Achtergrond
- In acht van de elf staten waar de verkiezingen plaatsvonden, was de zittende gouverneur herkiesbaar. Zij werden allen herkozen.
- In twee staten en één territorium was de zittende gouverneur niet herkiesbaar. In het geval van Utah mocht de gouverneur zich wel herkiesbaar stellen, maar besloot hij vrijwillig om dit niet te doen en terug te treden. In Montana en Amerikaans-Samoa was de wettelijke ambtstermijn van de gouverneur verstreken.
- Sinds de vorige verkiezingen in 2016 kregen Missouri en Puerto Rico tussentijds een nieuwe gouverneur, nadat de verkozen gouverneur voortijdig opstapte. In Missouri werd het gouverneurschap overgedragen aan luitenant-gouverneur Mike Parson, in Puerto Rico kwam het ambt in handen van minister van justitie Wanda Vázquez Garced. Beiden stelden zich verkiesbaar voor een volledige eigen termijn. Parson werd verkozen, terwijl Vázquez Garced verslagen werd in de voorverkiezingen.

## Uitslagen

### Staten
| Staat          | Zittende gouverneur | Partij      | Status                                      | Uitslag belangrijkste kandidaten                    |
| -------------- | ------------------- | ----------- | ------------------------------------------- | --------------------------------------------------- |
| Delaware       | John Carney         | Democraat   | herkozen                                    | John Carney (D) - 59,5% Julianne Murray (R) - 38,6% |
| Indiana        | Eric Holcomb        | Republikein | herkozen                                    | Eric Holcomb (R) - 56,5% Woody Myers (D) - 32,1%    |
| Missouri       | Mike Parson         | Republikein | verkozen voor volledige termijn             | Mike Parson (R) - 57,1% Nicole Galloway (D) - 40,7% |
| Montana        | Steve Bullock       | Democraat   | niet herkiesbaar, Republikeinse overwinning | Greg Gianforte (R) - 54,4% Mike Cooney (D) - 41,6%  |
| New Hampshire  | Chris Sununu        | Republikein | herkozen                                    | Chris Sununu (R) - 65,2% Dan Feltes (D) - 33,4%     |
| North Carolina | Roy Cooper          | Democraat   | herkozen                                    | Roy Cooper (D) - 51,5% Dan Forest (R) - 47,0%       |
| North Dakota   | Doug Burgum         | Republikein | herkozen                                    | Doug Burgum (R) - 69,2% Shelley Lenz (D) - 26,7%    |
| Utah           | Gary Herbert        | Republikein | niet herkiesbaar, Republikeinse overwinning | Spencer Cox (R) - 63,9% Chris Peterson (D) - 30,8%  |
| Vermont        | Phil Scott          | Republikein | herkozen                                    | Phil Scott (R) - 68,8% David Zuckerman (D) - 27,5%  |
| Washington     | Jay Inslee          | Democraat   | herkozen                                    | Jay Inslee (D) - 56,7% Loren Culp (R) - 43,3%       |
| West Virginia  | Jim Justice         | Republikein | herkozen                                    | Jim Justice (R) - 64,8% Ben Salango (D) - 30,8%     |

### Territoria
| Territorium      | Zittende gouverneur         | Partij    | Status                                       | Uitslag belangrijkste kandidaten                                                                                                  |
| ---------------- | --------------------------- | --------- | -------------------------------------------- | --- |
| Amerikaans-Samoa | Lolo Letalu Matalasi Moliga | Democraat | niet herkiesbaar, Democratische overwinning  | Lemanu Peleti Mauga (O ) - 60,3% Gaoteote Palaie Tofau (O) - 21,9% Iʻaulualo Faʻafetai Talia (O) - 12,3% Nua Saoluaga (O ) - 5,5% |
| Puerto Rico      | Wanda Vázquez Garced        | PNP       | verslagen in voorverkiezing, overwinning PNP | Pedro Pierluisi (PNP) - 32,9% Carlos Delgado Altieri (PPD) - 31,5% Alexandra Lúgaro (MVC) - 14,2% Juan Dalmau (PIP) - 13,7%       |